# Prisoners of the Lost Universe
Prisoners of the Lost Universe è un film fantascientifico d'azione del 1983 diretto da Terry Marcel.